# خانه (ترانه مایکل بوبلی)
«خانه» (به انگلیسی: Home) تک‌آهنگی از هنرمند اهل کانادا مایکل بوبلی است که در سال ۲۰۰۵ میلادی منتشر شد. این ترانه توسط وست‌لایف و بلیک شلتون بازخوانی شد. داستان «خانه» درباره فردی است که مسافرت زیاد می‌رود اما دوست دارد به خانه و پیش عشقش بازگردد.